# Nikita Nikitich de Russie
Pour les articles homonymes, voir Nikita.
Nikita Nikitich de Russie, né le 13 mai 1923 à Londres, décédé le 3 mai 2007 à New York.
Il fut prince de Russie, membre de la Maison de Holstein-Gottorp-Romanov, historien et écrivain.

## Famille
Fils de Nikita Alexandrovitch de Russie et de Maria Illariovna Vorontzova-Daschkova.

### Mariage et descendance
Le 14 juillet 1961, Nikita Nikitich de Russie épousa Jane Anne Schönwald (1933-2017), (fille de Michael Schönwald).
Un enfant est né de cette union :
- Théodore Nikitich de Russie (1974-2007)

## Biographie
Nikita Nikitich de Russie vécut les premières années de sa vie en Grande-Bretagne. Le prince étudia à l'université de Californie à Berkeley, où au terme de ses études, il acquit une maîtrise d'art et d'histoire. Il enseigna à l'université d'État de San-Francisco.
En 1975, Nikita Nikitich de Russie fut coauteur de l'ouvrage intitulé Ivan le Terrible avec Pierre Stephen Payne.
Nikita Nikitich de Russie fut membre de l'Association Famille Romanov de 1979 à 2007, il fut l'un des sept princes réunis à Paris le 27 juin 1992. Avec son épouse, le prince assista aux funérailles de Nicolas II de Russie et de sa famille en la basilique Saint-Pierre-et-Paul à Saint-Pétersbourg le 17 juillet 1998.
Nikita Nikitich de Russie décéda le 3 mai 2007 des suites d'un accident vasculaire cérébral.

## Généalogie
Nikita Nikitich de Russie appartient à la quatrième branche issue de la première branche de la Maison d'Oldenbourg-Russie (Holstein-Gottorp-Romanov), elle-même issue de la première branche de la Maison d'Holstein-Gottorp. Ces trois branches sont issues de la première branche de la Maison d'Oldenbourg. Par sa grand-mère, la grande-duchesse Xenia Alexandrovna de Russie, il est un arrière-petit-fils de l'empereur Alexandre III de Russie et petit-neveu de Nicolas II de Russie, par son grand-père, il est le descendant du tsar Nicolas Ier de Russie.